# شرودر (بادام زمینی‌ها)
شُرودِر (انگلیسی: Schroeder) یک شخصیت خیالی در کمیک استریپ بادام زمینی‌ها است که توسط چارلز شولتس خلق شده است. او با مهارت فوق‌العاده‌اش در نواختن پیانو، عشقش به موسیقی کلاسیک و آهنگساز لودویگ فان بتهوون به‌طور خاص شناخته می‌شود. شرودر همچنین در تیم بیسبال چارلی براون است، اگرچه معمولاً دیده می‌شود که با بیسبال به سمت تپه برمی‌گردد و هرگز آن را پرتاب نمی‌کند؛ در یک بخش اعتراف کرد که نمی‌خواست تیم کمبود توانایی او را کشف کند.
همچنین لوسی ون پلت به او علاقه‌مند است و دائماً به پیانوی شرودر تکیه می‌دهد که باعث آزار شرودر می‌شود.